# Oligoplites palometa
Oligoplites palometa är en fiskart som först beskrevs av Cuvier 1832.  Oligoplites palometa ingår i släktet Oligoplites och familjen taggmakrillfiskar. Inga underarter finns listade i Catalogue of Life.